# Nissan 370Z
O 370Z (conhecido no Japão como Fairlady Z) é um carro esportivo fabricado pela Nissan Motors. Foi anunciado em 29 de outubro de 2008 e foi exibido pela primeira vez em um evento em Los Angeles em 2008 o Greater LA Auto Show, antes de ser oficialmente apresentado na feira em si. O 370Z é a sexta geração da linha Nissan Z-car, sucedendo ao 350Z.
Foi produzido e montado na fábrica de Tochigi no Japão, e foi vendido no Brasil entre 2010 e 2014, além de também ser ter sido presente no mercado do Japão e Estados Unidos, a partir de US$ 30.090 (2019). A produção foi globalmente encerrada em 2020, sendo substituido pelo Nissan Z (RZ34), utilizando a mesma platorforma no entanto com algumas modificações.